# Saint-Loup-sur-Semouse
Pour les articles homonymes, voir Saint-Loup.
Saint-Loup-sur-Semouse est une commune française située dans le département de la Haute-Saône, la région culturelle et historique de Franche-Comté et la région administrative Bourgogne-Franche-Comté. Ses habitants sont appelés les Lupéens. Elle fait partie de la Communauté de communes de la Haute Comté.
C'est la neuvième ville la plus peuplée du département après Échenoz-la-Méline.
La ville est classée cité des meubles grâce à l'entreprise Parisot.

## Géographie

### Localisation
La ville de Saint-Loup-sur-Semouse est située dans le nord du département de la Haute-Saône, non loin de la limite sud du département des Vosges.
Elle est implantée dans une large plaine (à environ 250 m d'altitude), à la confluence de trois rivières : la Semouse, l'Augronne et la Combeauté. Ces rivières ont participé au développement de la ville au cours de son histoire.
Alors que l'Augronne rejoint la Semouse en amont du centre-ville, la Combeauté la rejoint quelques kilomètres en aval.
Elle est située à 11 km à l'ouest de Fougerolles, 12 km au nord-ouest de Luxeuil-les-Bains, 18 km au sud de Bains-les-Bains et Plombières-les-Bains (Vosges) et à 32 km de la préfecture départementale, Vesoul.
| Bouligney          | Aillevillers-et-Lyaumont | Fleurey-lès-Saint-Loup                    |
| Anjeux La Pisseure | Saint-Loup-sur-Semouse   | Magnoncourt Corbenay Fontaine-lès-Luxeuil |
| Ainvelle           | Francalmont              | Hautevelle                                |

### Histoire
Cette ville est divisée en 4 quartiers :
- Le Vieux Château : il s'agit du quartier le plus moderne de Saint-Loup, ayant moins de 30 ans. Il est toujours en expansion.
- Le Mont Pautet : établi sur la colline qui lui donnera son nom, ce quartier est caractérisé par sa mixité sociale : environ la moitié de la population est d'origine étrangère.
- Le centre-ville : il s'agit du quartier le plus peuplé de Saint-Loup, on y trouve les principaux services (mairie, poste, et de nombreux commerces) ainsi que le château des Bouly, qui précède le parc public portant le même nom.
- Le Chanois : c'est dans ce quartier sans histoire que vivent quelques Lupéens avec son école et sa richesse multiculturelles.

Plusieurs versions contradictoires sur l'histoire ancienne de Saint-Loup existent :
1. Saint-Loup existait déjà sous l'Antiquité sous le nom de Grannum. Lorsque Attila envahit la Gaule en 451, il détruisit la ville. Saint Loup, évêque de Troyes, ayant arrêté les progrès d'Attila, il fut vénéré par les survivants de Grannum qui se mirent sous sa protection. De là date le nom de Saint-Loup donné à ce bourg.
2. Saint-Loup ne fut pas la ville gallo-romaine de Grannum. Vers les IVe et Ve siècles, il n'y avait pas de « ville » : c'est une multitude de domaines qui s’éparpillaient entre Luxeuil et Corre. Au VIIe siècle, Colomban s’installe dans le désert de Luxeuil. Les moines commencent à défricher et une nouvelle population s’installe progressivement. Il n’y a aucune grande ville dans la Haute-Saône à cette époque. Au Moyen Âge, Saint Loup aurait été popularisé vraisemblablement à cause de son nom. À cette époque, les loups étaient considérés comme le diable en personne, le nom de la ville aurait donc un rapport avec l'animal qui habitait dans les forêts environnantes.

Au Moyen Âge, la terre de Saint-Loup est tiraillée entre Bourgogne et Lorraine. Au XIIIe siècle, Saint-Loup appartient à la Maison de Faucogney. En 1477 : Saint-Loup devient « Terres de surséance ».
À la Révolution de 1789, Saint-Loup a pour curé Jean-Joseph Claude Descharrières. Ce curé de choc, originaire du Val d'Ajol, est un ancien aumônier militaire. Il organise une milice pour défendre le bourg, mais il ne pourra empêcher le saccage du greffe et de son presbytère par les « sans-culottes » de Fougerolles et Corbenay venus détruire les titres de propriétés seigneuriaux.
Le nom de la ville a connu des variantes « officielles » ou « usuelles » : de Saint-Loup à Saint-Loup les Luxeuil (sur la carte de Cassini, en 1760), en passant par Saint-Loup-sur-Augronne (avec des variantes de Augronne : Eaugronne, Augrogne) ou encore : Saint-Loup en Vôge, le nom officiel de Saint-Loup-sur-Semouse serait fixé par une loi de 1801.
De 1860 à 1868, soit pendant huit années seulement, il semblerait qu'une Loge maçonnique du Grand Orient de France a existé dans la commune avec comme Vénérable un certain Renaud, constructeur de machines. 

### Climat
Pour des articles plus généraux, voir Climat de la Bourgogne-Franche-Comté et Climat de la Haute-Saône.
En 2010, le climat de la commune est de type climat des marges montargnardes, selon une étude du Centre national de la recherche scientifique s'appuyant sur une série de données couvrant la période 1971-2000. En 2020, Météo-France publie une typologie des climats de la France métropolitaine dans laquelle la commune est exposée à un climat semi-continental et est dans la région climatique  Lorraine, plateau de Langres, Morvan, caractérisée par un hiver rude (1,5 °C), des vents modérés et des brouillards fréquents en automne et hiver. 
Pour la période 1971-2000, la température annuelle moyenne est de 10 °C, avec une amplitude thermique annuelle de 17,1 °C. Le cumul annuel moyen de précipitations est de 979 mm, avec 13,4 jours de précipitations en janvier et 10 jours en juillet. Pour la période 1991-2020, la température moyenne annuelle observée sur la station météorologique de Météo-France la plus proche, « Aillevillers », sur la commune d'Aillevillers-et-Lyaumont à 6 km à vol d'oiseau, est de 10,6 °C et le cumul annuel moyen de précipitations est de 1 175,0 mm. 
La température maximale relevée sur cette station est de 40,6 °C, atteinte le 25 juillet 2019 ; la température minimale est de −23,5 °C, atteinte le 6 janvier 1985,,. 
Les paramètres climatiques de la commune ont été estimés pour le milieu du siècle (2041-2070) selon différents scénarios d'émission de gaz à effet de serre à partir des nouvelles projections climatiques de référence DRIAS-2020. Ils sont consultables sur un site dédié publié par Météo-France en novembre 2022.

## Urbanisme

### Typologie
Au 1er janvier 2024, Saint-Loup-sur-Semouse est catégorisée bourg rural, selon la nouvelle grille communale de densité à sept niveaux définie par l'Insee en 2022.
Elle appartient à l'unité urbaine de Saint-Loup-sur-Semouse, une agglomération intra-départementale regroupant deux  communes, dont elle est ville-centre,,. Par ailleurs la commune fait partie de l'aire d'attraction de Saint-Loup-sur-Semouse, dont elle est la commune-centre,. Cette aire, qui regroupe 10 communes, est catégorisée dans les aires de moins de 50 000 habitants,.

### Occupation des sols
L'occupation des sols de la commune, telle qu'elle ressort de la base de données européenne d’occupation biophysique des sols Corine Land Cover (CLC), est marquée par l'importance des forêts et milieux semi-naturels (46,3 % en 2018), une proportion sensiblement équivalente à celle de 1990 (46,8 %). La répartition détaillée en 2018 est la suivante : 
forêts (46,3 %), prairies (26,1 %), zones urbanisées (12,9 %), eaux continentales (6,9 %), terres arables (6 %), zones industrielles ou commerciales et réseaux de communication (1,2 %), cultures permanentes (0,5 %), zones agricoles hétérogènes (0,1 %). L'évolution de l’occupation des sols de la commune et de ses infrastructures peut être observée sur les différentes représentations cartographiques du territoire : la carte de Cassini (XVIIIe siècle), la carte d'état-major (1820-1866) et les cartes ou photos aériennes de l'IGN pour la période actuelle (1950 à aujourd'hui).

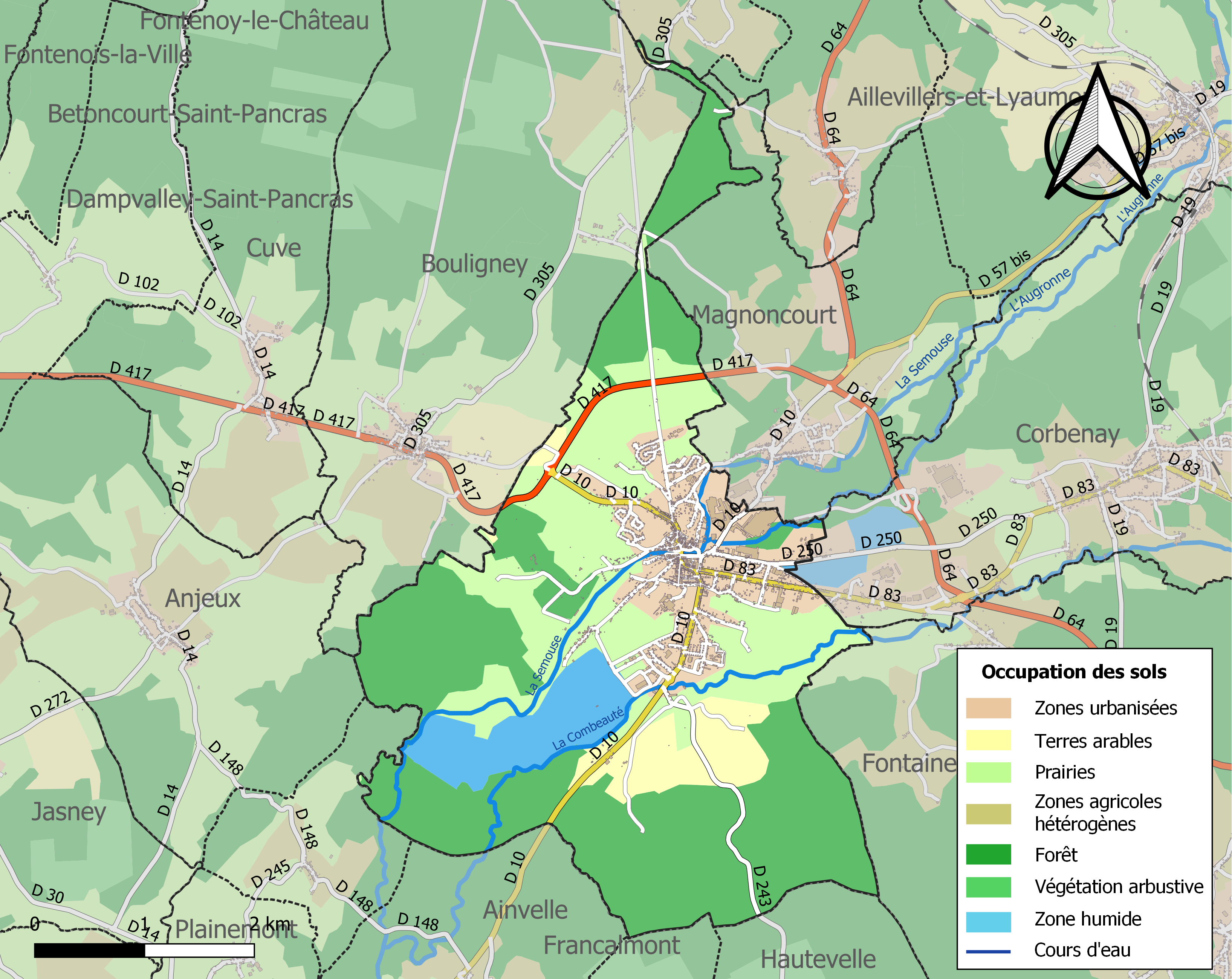
Carte des infrastructures et de l'occupation des sols de la commune en 2018 (CLC).

## Politique et administration

### Rattachements administratifs et électoraux
La commune fait partie de l'arrondissement de Lure du département de la Haute-Saône, en région Bourgogne-Franche-Comté. Pour l'élection des députés, elle dépend de la première circonscription de la Haute-Saône.
Elle est le chef-lieu depuis 1801 du canton de Saint-Loup-sur-Semouse dont elle est désormais le bureau centralisateur. Dans le cadre du redécoupage cantonal de 2014 en France, le territoire du canton s'est agrandi, passant de 13 à 23 communes.

### Intercommunalité
La commune était membre de la communauté de communes de la Haute Comté, créée le 1er janvier 2014.
Dans le cadre des prescriptions du schéma départemental de coopération intercommunale approuvé en décembre 2011 par le préfet de Haute-Saône, et qui prévoit notamment la fusion de la communauté de communes des belles sources, de la communauté de communes Saône et Coney et de la communauté de communes du val de Semouse, la commune est le siège de la communauté de communes de la Haute Comté, créée le 1er janvier 2014.

### Liste des maires

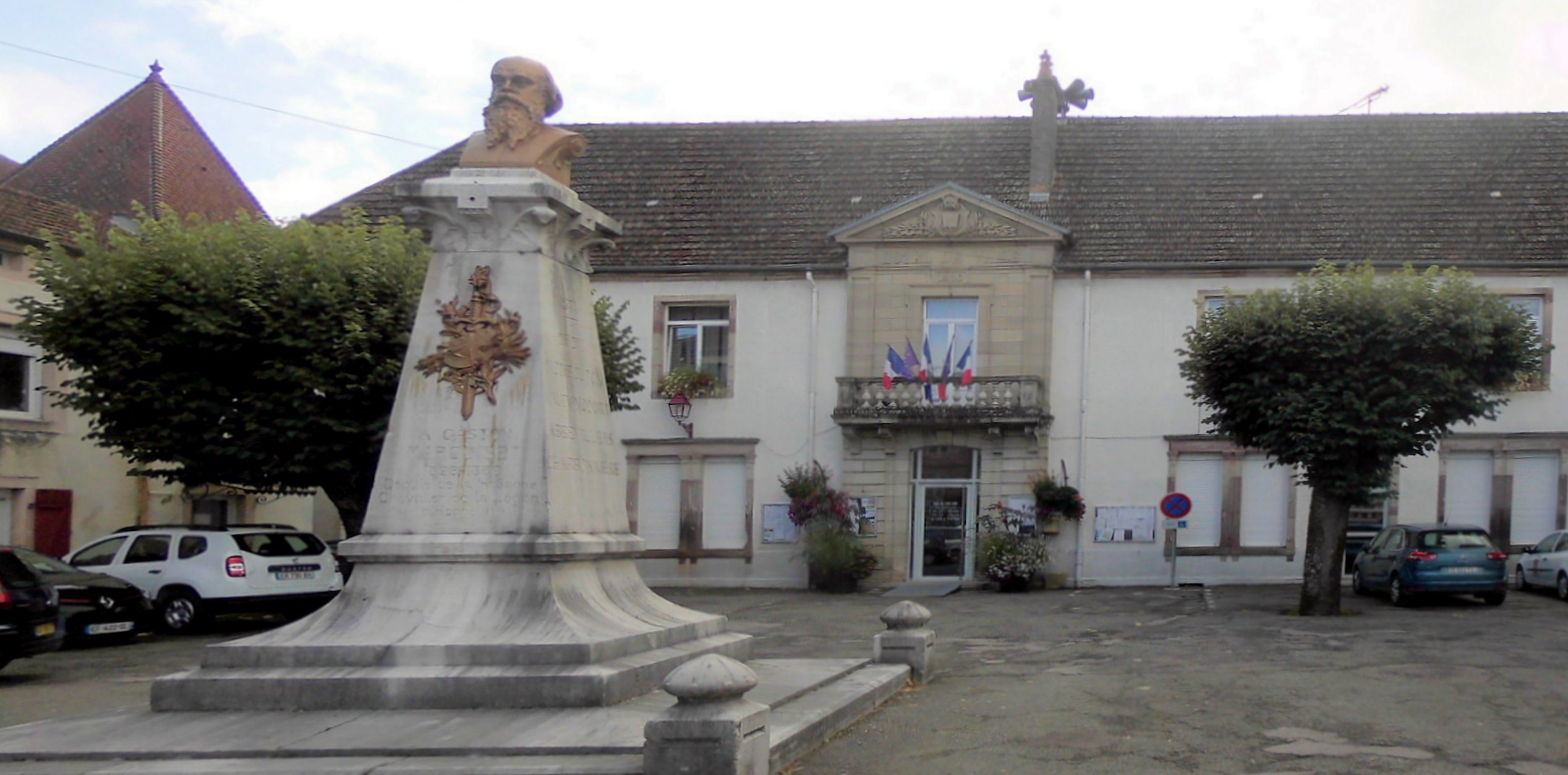
La mairie et le monument aux morts.

À la suite du décès d'André Masson, deux élections partielles (une cantonale et une municipale) sont organisées fin 1987 et voient dans les deux cas la victoire du socialiste Jean Gallaire et ce, dès le premier tour,.
En 2004, André Rouiller	(UMP) succède à Christiane Jansen (UMP apparentée), décédée en fonction.
Puis, en janvier 2010, le maire apparenté socialiste élu deux ans plus tôt, Michel Leroy, décède et est remplacé par son premier adjoint Thierry Bordot. Réélu en 2014 et 2020, ce dernier est le maire actuel de la commune.

### Jumelage
Depuis le 20 septembre 1981, la ville est jumelée avec Maulburg (Allemagne).

## Population et société

### Démographie
L'évolution du nombre d'habitants est connue à travers les recensements de la population effectués dans la commune depuis 1793. Pour les communes de moins de 10 000 habitants, une enquête de recensement portant sur toute la population est réalisée tous les cinq ans, les populations de référence des années intermédiaires étant quant à elles estimées par interpolation ou extrapolation. Pour la commune, le premier recensement exhaustif entrant dans le cadre du nouveau dispositif a été réalisé en 2006.

En 2022, la commune comptait 2 842 habitants, en évolution de −12,53 % par rapport à 2016 (Haute-Saône : −1,4 %, France hors Mayotte : +2,11 %).
| 1793  | 1800  | 1806  | 1821  | 1831  | 1836  | 1841  | 1846  | 1851  |
| ----- | ----- | ----- | ----- | ----- | ----- | ----- | ----- | ----- |
| 1 760 | 1 891 | 1 979 | 1 984 | 2 579 | 2 586 | 2 563 | 2 676 | 2 752 |

| 1856  | 1861  | 1866  | 1872  | 1876  | 1881  | 1886  | 1891  | 1896  |
| ----- | ----- | ----- | ----- | ----- | ----- | ----- | ----- | ----- |
| 2 310 | 2 533 | 2 800 | 2 706 | 2 822 | 2 873 | 3 264 | 3 605 | 3 656 |

| 1901  | 1906  | 1911  | 1921  | 1926  | 1931  | 1936  | 1946  | 1954  |
| ----- | ----- | ----- | ----- | ----- | ----- | ----- | ----- | ----- |
| 3 709 | 3 643 | 3 456 | 2 784 | 2 920 | 2 919 | 2 643 | 2 605 | 2 517 |

| 1962  | 1968  | 1975  | 1982  | 1990  | 1999  | 2006  | 2011  | 2016  |
| ----- | ----- | ----- | ----- | ----- | ----- | ----- | ----- | ----- |
| 2 864 | 3 468 | 4 692 | 4 907 | 4 677 | 4 291 | 3 747 | 3 353 | 3 249 |

| 2021  | 2022  | - | - | - | - | - | - | - |
| ----- | ----- | - | - | - | - | - | - | - |
| 2 944 | 2 842 | - | - | - | - | - | - | - |

### Immigration
Les données d'immigration sont à lire en sources.
Au XXIe siècle, l'immigration de populations des pays de l'Est européen est une donnée nouvelle.

### Festivités
- Depuis 1928, se tient à Saint-Loup la Foire exposition de Saint-Loup-sur-Semouse[36].
- Fête patronale : 29 juillet
- Le slalom des Deux-Ponts, une course automobile, se tient chaque année.

## Économie

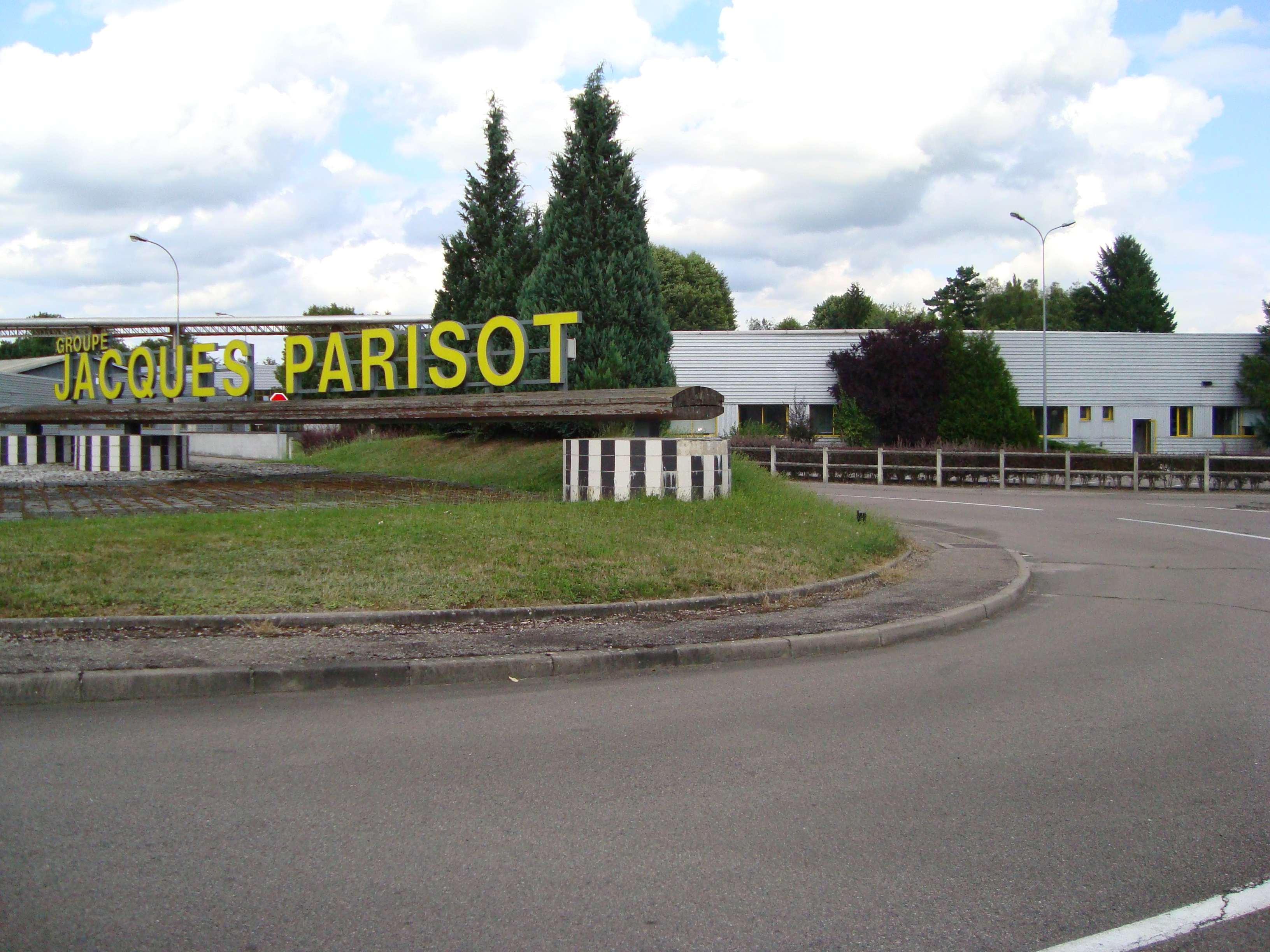
L'usine Parisot

Saint-Loup-sur-Semouse possède une vocation industrielle affirmée dès le XVIIe siècle par la présence de tanneries, clouteries et ateliers de tissage.
Le XIXe siècle accueille les artisans de la chaussure, du chapeau de paille et de la broderie.
Saint-Loup est le siège du groupe français de fabrication de meubles Parisot, fondé en 1936. Saint-Loup est dite Cité du meuble depuis qu'en 1860 s'est créée l'industrie de la chaise et du siège, sous le nom d'Usines réunies.
Un atelier de meubles d'art, ouvert en 1931, est lui aussi toujours en activité sous la direction du petit-fils du fondateur.

## Culture et patrimoine

### Lieux et monuments

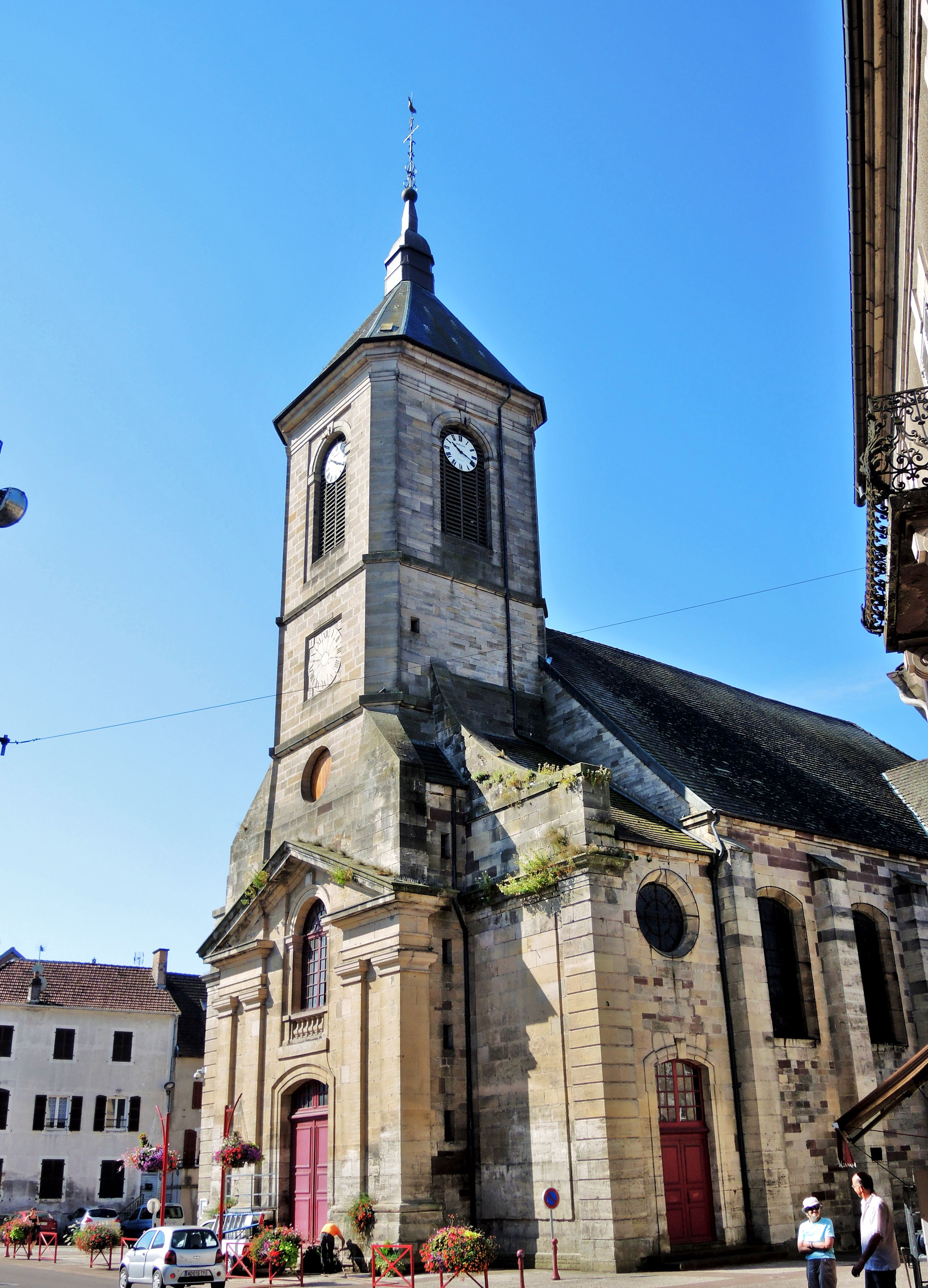
L'Église Saint-Sébastien

- Le Château des Bouly (ou château de Malliard) est classé monument historique. Il fut construit en 1775 par Jean-Baptiste Bouly, maître de forge de la Baronnerie[37].
- L'église de Saint-Loup fut inaugurée le 13 décembre 1789. Elle recèle un autel en marbre du XVIe siècle, ainsi que des toiles et des statues des XVIIe et XVIIIe siècles.
- La villa des Pervenches.
- Le Grand Pont qui date du XVIIIe siècle.
- Le Pont d'Avignon a d’abord été construit en bois en 1770 ; le pont de fer qui l’a remplacé date de 1824 et est en métal œuvré de la société Bourgeois Caland.
- En 1822, un quai est construit avec des fascines. En 1824, ce quai provisoire est remplacé par un quai en pierre.
- La source du Planey à Anjeux est, de par sa taille, unique dans la Haute-Saône : elle est de type résurgence ou source vauclusienne : c'est un bon but de promenade.

### Personnalités liées à la ville

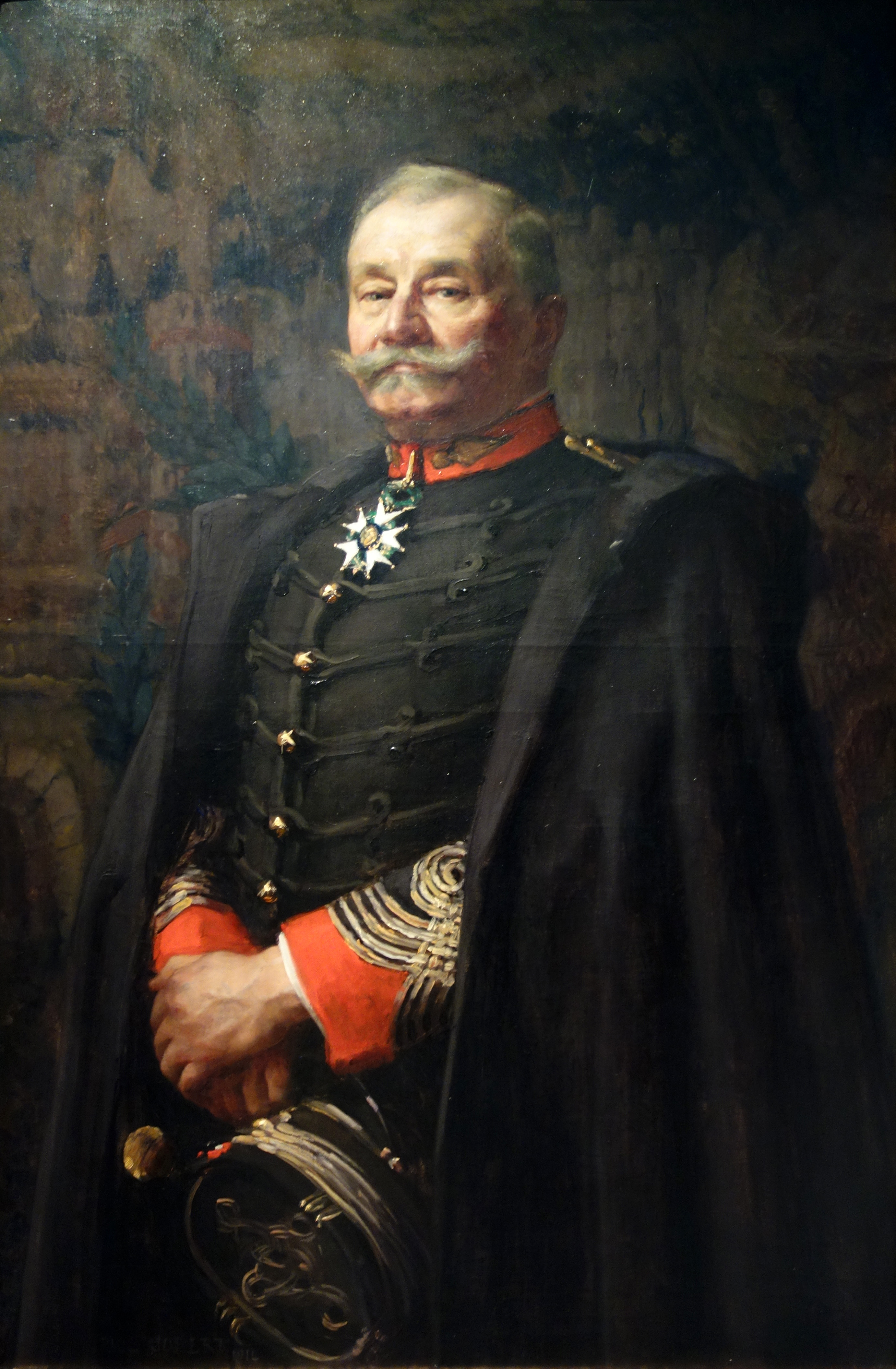
Le colonel Deport.

- Charles Albert Aubry (1853 à Saint-Loup-sur-Semouse -1939 à Saint-Eugène), homme politique, maire de Setif, député de 1902 à 1906, puis sénateur de 1906 à 1920 du département de Constantine.
- Mickaël Azouz, maître-chocolatier né à Vesoul. En 1972, il s'installe à Saint-Loup-sur-Semouse.
- Jean-Baptiste Demandre, homme d'Église né le 23 octobre 1739 à Saint-Loup-sur-Semouse
- Joseph-Albert Deport (1846-1926), né à Saint-Loup-sur-Semouse, un des inventeurs du canon de 75
- Jean-Joseph Claude Descharrières (1744-1831), originaire du Val d'Ajol (au hameau Les Charrières), était curé à Saint-Loup lors de la révolution de 1789, il a organisé une milice pour défendre le bourg.
- Henry Guy, homme politique décédé à Saint-Loup-sur-Semouse
- Alain Jacquot, chirurgien et député des Vosges né à Saint-Loup sur Semouse et décédé à Neufchâteau.
- Louis Lebrun, homme politique né à Saint-Loup-sur-Semouse
- Gaston Marquiset (1826-1889), né à Saint-Loup-sur-Semouse, homme politique
- Laurence Parisot (née le 31 août 1959 à Luxeuil-les-Bains en Haute-Saône), chef d'entreprise, PDG de l'Institut français d'opinion publique (IFOP) et présidente du Mouvement des entreprises de France (MEDEF) de 2005 à 2013. Héritière du groupe Parisot (1er industriel du meuble en France) installé à Saint-Loup-sur-Semouse.
- Armand Petitjean (1884-1970), créateur de la marque de cosmétiques Lancôme.
- E. Ravignat (1803-1875) illustrateur
- Loup de Troyes (383-478 ou 479).

### Héraldique
| Blason de Saint-Loup-sur-Semouse | Blason  | Parti: au 1er de gueules à trois bâtons d’or, au 2e de sinople à deux gouges d’or passées en sautoir; le tout posé sur un pont de gueules maçonné de sable lui-posé sur une rivière d’azur et formant une champagne. |
| Blason de Saint-Loup-sur-Semouse | Détails | Le statut officiel du blason reste à déterminer. |